# Mystacornis crossleyi
La tordina malgache (Mystacornis crossleyi) es una especie de ave paseriforme de la familia Vangidae endémica de Madagascar. 

## Taxonomía
Es la única especie del género Mystacornis. Anteriormente se clasificaba en la familia Timaliidae pero se trasladó a la familia Vangidae cuando los análisis genéticos mostraron que estaba relacionada con los vangas.

## Descripción

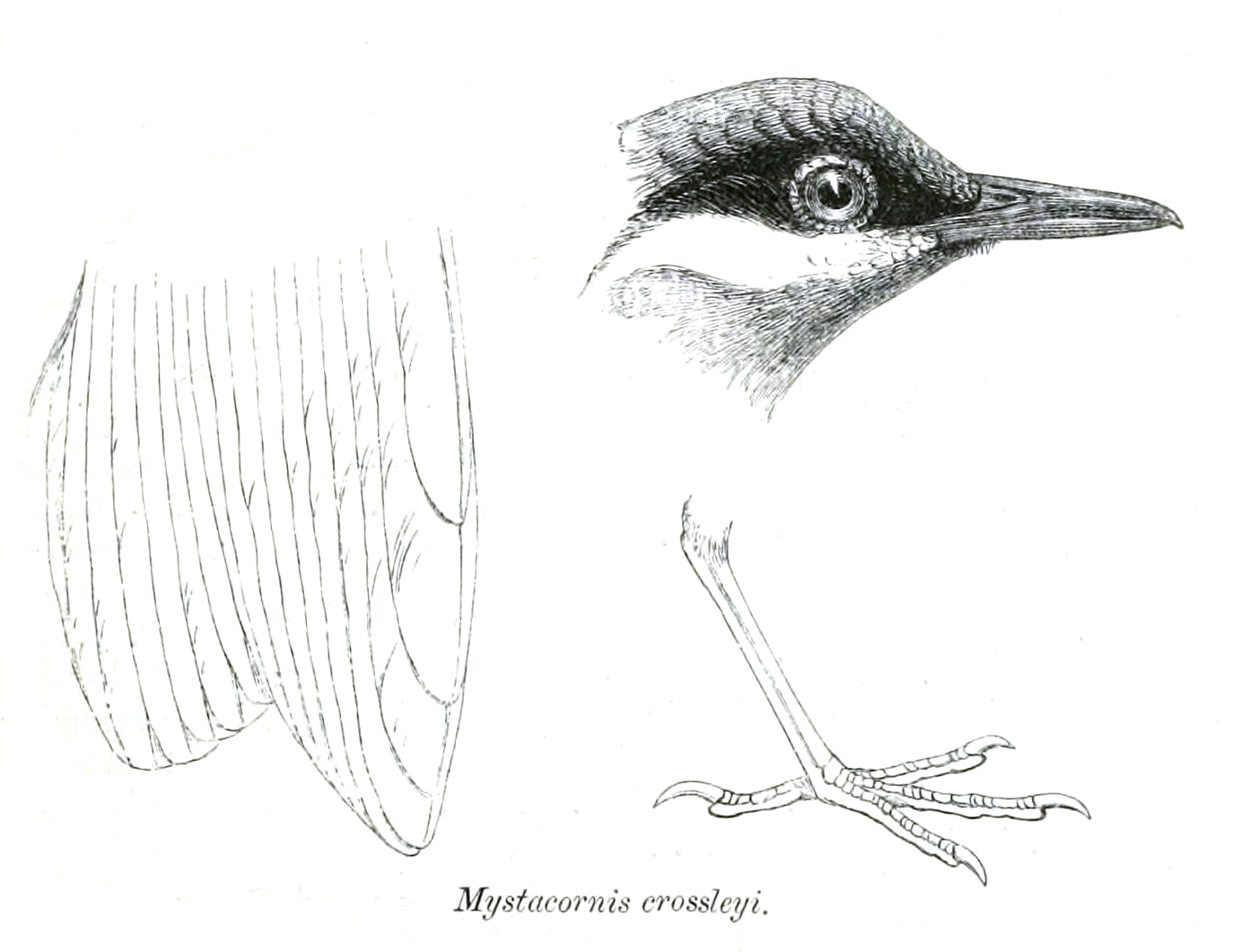
Dibujo con detalles de su morfología.

La tordina malgache mide alrededor de 16 cm de largo. Tiene un pico muy largo, 2 cm, con la punta ganchuda, de color negruzco con los bordes azulados. Presenta dimorfismo sexual especialmente en el patrón listado de su cabeza. El macho tiene el píleo gris, largas listas superciliares negras con una pequeña mancha blanca sobre el ojo, una lista postocular gris oscura, y una larga bigotera blanca, en contraste con los tonos oscuros del resto de su cabeza, incluida su barbilla negra y garganta negruzca que ve difumina hacia su pecho es gris, que a su vez se aclara en su vientre grisáceo claro. El resto de su plumaje es de tonos acanelados, más intensos en las alas. Sus patas son rosadas. Las hembras tienen un patrón de tonos más claros y menos contrastados. Su píleo es ocre, con lista superciliar gris, el lorum gris algo más oscuro y lista postocular negra y bigoteras blancas difusas. Su garganta y barbilla son blancas y su pecho y vientre son blanquecinos. Los juveniles son como las hembras pero con la cabeza y partes inferiores de tonos parduzcos.

## Distribución y hábitat
Se encuentra únicamente en los bosques del este de Madagascar, hasta los 1800 m s. n. m. Su hábitat natural es el suelo y el nivel inferior del bosque.

## Comportamiento
La tordina malgache es un pájaro esencialmente terrestre, que raramente vuela y prefiere andar y correr. Se alimenta de insectos y arañas. Suele buscar alimento andando por el bosque sola o en parejas, sondeando con su pico entre la hojarasca y la tierra del suelo o rebuscando entre los musgos de los troncos. 
Su época de cría es entre agosto y noviembre. Los machos construyen con palitos un nido en forma de cuenco, que sitúan sobre las ramas de árboles y arbustos a una altura de metro y medio sobre el suelo. Suelen poner entre dos y tres huevos que incuban ambos sexos.